# Frjanovo
Frjanovo (in russo Фряново?) è una cittadina della Russia europea centrale, situata nell'oblast' di Mosca. Apparteneva al Ščëlkovskij rajon.
Sorge nella parte centro-orientale dell'oblast', alcune decine di chilometri a nordest di Mosca.